# Liste de galaxies lenticulaires
Voici une liste de galaxies lenticulaires. La liste est classée par défaut par ordre alphabétique de constellations.
| numéro | image | nom         | numéro de catalogue                                                                       | type                                                        | constellation         | découverte par          |
| ------ | ----- | ----------- | ----------------------------------------------------------------------------------------- | ----------------------------------------------------------- | --------------------- | ----------------------- |
| 1      |       | NGC 59      | NGC 59 PGC 1034 MCG-04-01-026 ESO539-004                                                  | Galaxie lenticulaire                                        | Baleine               | Ormond Stone            |
| 2      |       | Centaurus A | Centaurus A NGC 5128 PGC 46957 ESO270-009 MCG-07-28-001 IRAS13225-424 ARP 153 CALDWELL 77 | Galaxie lenticulaire Galaxie active                         | Centaure              | James Dunlop            |
| 3      |       | M85         | M85 NGC 4382 PGC 40515 UGC 7508 MCG+03-32-029 CGCG099-045                                 | Galaxie lenticulaire                                        | Chevelure de Bérénice | Pierre Méchain          |
| 4      |       | NGC 4350    | NGC 4350 PGC 40295 UGC 747 MCG+03-32-023 CGCG099-038                                      | Galaxie lenticulaire                                        | Chevelure de Bérénice | William Herschel        |
| 5      |       | NGC 4111    | NGC 4111 PGC 38440 UGC 7103 MCG+07-25-026 CGCG215-028                                     | Galaxie lenticulaire                                        | Chiens de chasse      | William Herschel        |
| 6      |       | M102        | M102 NGC 5866 PGC 53933 UGC 9723 MCG+09-25-017 CGCG274-016 IRAS15051+5557                 | Galaxie lenticulaire Galaxie active                         | Dragon                | Pierre Méchain          |
| 7      |       | NGC 5283    | NGC 5283 PGC 48425 UGC 8672 MCG+11-17-007 CGCG317-006 MRK 270                             | Galaxie lenticulaire Galaxie active                         | Dragon                | Heinrich Louis d'Arrest |
| 8      |       | NGC 979     | NGC 979 PGC 9614 ESO246-023 MCG-07-06-014                                                 | Galaxie lenticulaire                                        | Éridan                | John Herschel           |
| 9      |       | NGC 2787    | NGC 2787 PGC 26341 UGC 4914 MCG+12-09-039 CGCG332-041 IRAS09148+6924                      | Galaxie lenticulaire (lenticulaire barrée) Galaxie à anneau | Grande Ourse          | William Herschel        |
| 10     |       | NGC 6684    | NGC 6684 PGC 62453 ESO104-016                                                             | Galaxie lenticulaire                                        | Paon                  | John Herschel           |
| 11     |       | NGC 7020    | NGC 7020 NGC 7021 PGC 66291 ESO107-013                                                    | Galaxie lenticulaire Galaxie à anneau                       | Paon                  | John Herchel            |
| 12     |       | NGC 7743    | NGC 7743 PGC 72263 UGC12759 MCG+02-60-011 CGCG432-022 IRAS23417+0939 IRAS23418+0939       | Galaxie lenticulaire (lenticulaire barrée)                  | Pégase                | William Herschel        |
| 13     |       | NGC 524     | NGC 524 PGC 5222 UGC 968 MCG+01-04-053 CGCG411-051 IRAS01221+0916                         | Galaxie lenticulaire                                        | Poissons              | William Herschel        |
| 14     |       | NGC 6027    | NGC 6027 PGC 56575 UGC 10116 MCG+04-38-005 CGCG137-010 IRAS15570+2053 VV115 HCG079C       | Galaxie lenticulaire Galaxie en interaction                 | Serpent               | Édouard Stephan         |
| 15     |       | NGC 6861    | NGC 6861 IC 4949 PGC 64136 ESO233-032 IRAS20036-4830 IRAS20037-4830                       | Galaxie lenticulaire                                        | Télescope             | James Dunlop            |
| 16     |       | NGC 670     | NGC 670 PGC 6570 UGC 1250 MCG+05-05-012 CGCG503-024 IRAS01446+2738                        | Galaxie lenticulaire                                        | Triangle              | William Herschel        |
| 17     |       | NGC 4452    | NGC 4452 PGC 41060 UGC 7601 MCG+02-32-080 CGCG070-112                                     | Galaxie lenticulaire                                        | Vierge                | William Herschel        |
| 18     |       | NGC 4526    | NGC 4526 PGC 41772 UGC 7718 MCG+01-32-100 CGCG042-155 IRAS12315+0758                      | Galaxie lenticulaire                                        | Vierge                | William Herschel        |
| 19     |       | NGC 4866    | NGC 4866 PGC 44600 UGC 8102 MCG+02-33-045 CGCG071-092                                     | Galaxie lenticulaire                                        | Vierge                | William Herschel        |
| 20     |       | NGC 5010    | NGC 5010 PGC 45868 MCG-03-34-015 IRAS13097-1531                                           | Galaxie lenticulaire                                        | Vierge                | John Herschel           |